# 增山裕紀
增山裕紀（1982年9月14日—），曾有男Yuki之稱（為了與其英文名稱相同的女藝人徐懷鈺區隔），是台日混血兒，父親是日本室內設計師，母親則是臺灣人。2001年以歌手身分出道，近年以演員身分活躍於演藝圈。

## 唱片
- 2001年《第一次》[3]

## 戲劇
- 華視《黑色映畫館》（伊藤潤二《至死不渝的愛》漫畫改編，飾演：主角）
- 華視《麻辣鮮師》（飾演：張賢標（阿標））
- 八大《18歲的約定》（飾演：林子奇）
- 民視《超人氣學園》（飾演：季磊）
- 臺視《心動列車-醃蘿蔔的滋味》（飾演：阿堅）
- 中視《惡魔在身邊》（飾演：于陽平／魚住陽平）
- 臺視《前男友》（飾演：鄭傑）
- 民視《廉政英雄》（飾演：潘博元）第七單元：血本無歸 第38回至第42回
- 民視《風水世家》（飾演：李志豪）第291集至389集
- 八大《終極一班3》（飾演：李秘書）
- 八大《流氓蛋糕店 (台灣電視劇)》（飾演：瘋狗）
- 民視《龍飛鳳舞》（飾演：田中信二）
- 民視《廉政英雄》（飾演：羅民生：檢察官）第三十二單元：真相至第三十八單元：脫罪大師 第173回至第235回
- 華視《莒光園地-貪念》（飾演：張老闆）
- 八大《終極一班4》（飾演：李秘書）
- 公視《起鼓·出獅》（飾演：阿不拉）
- LINE TV 《HIStory3 圈套》 （飾演:賀航手下）
- 台視 《四月望雨》 （飾演:美雪哥哥）

## 電影
- 2013年：變身 飾演:搶匪猴男